# Bruno Caizzi
Bruno Caizzi (* 8. Oktober 1909 in Forlì; † 12. April 1992 in Breno) war ein italienischer Historiker und Wirtschaftswissenschaftler, der sich auf die Wirtschaftsgeschichte spezialisiert hatte.

## Leben
Bruno Caizzi war Sohn des Fernando aus Cagnano Varano (Apulien) und dessen Ehefrau Angelina geborene Olivetti. Als Student von Gino Luzzatto schloss er 1932 sein Studium der Wirtschaftswissenschaften an der Universität Venedig ab; vier Jahre später zog er, auch wegen des  Faschismus, nach Bellinzona in das Tessin (Schweiz), wo er von 1936 bis 1969 an der kantonalen Handelsschule lehrte. Neben seiner Tätigkeit im Kanton Tessin war er von 1962 bis 1979 ordentlicher Professor an der Staatlichen Universität Mailand.
Sein Forschungsgebiet war die Wirtschafts- und Sozialgeschichte Italiens, v. a. der Lombardei vom 16. bis 19. Jahrhundert. Seine wichtigen Arbeiten behandeln Como unter spanischen und österreichischen Herrschaft, die Seidenindustrie in Como, Handel und Industrie in der Lombardei und im Veneto im 18. Jahrhundert und zur Restaurationszeit.
Er war auch als Berater der Tessiner Regierung für die Verwaltung verschiedener kultureller Aktivitäten tätig und veröffentlichte mehrere Schriften zur Geschichte der schweizerischen Alpentransversale, darunter Suez e San Gottardo (1985).

## Werke
- Aspetti economici e sociali delle bonifiche nelle Venezie. Cedam, Padua 1937.
- La filosofia di Agostino Cournot. Laterza, Bari 1942.
- Compendio di storia economica dal Medioevo ai giorni nostri. Giuffrè, Mailand 1952.
- Il comasco sotto il dominio spagnolo, Centro lariano per gli studi economici, Como 1955.
- (Mit Tito Broggi), Storia del setificio comasco. L’economia. Centro lariano per gli studi economici, Como 1957.
- Camillo e Adriano Olivetti. UTET, Turin 1962.
- Industria e commercio della Repubblica Veneta nel XVIII secolo. Banca Commerciale Italiana, Mailand 1965.
- Storia dell’industria italiana dal XVIII secolo ai giorni nostri. UTET, Turin 1965.
- Industria: commercio e banca in Lombardia nel XVIII secolo. Banca commerciale italiana, Mailand 1968.
- L’economia lombarda durante la Restaurazione: (1814–1859). Banca commerciale italiana, Mailand 1972.
- Storia della società italiana dall’unità a oggi, 3. Il commercio. UTET, Turin 1975.
- Nuova antologia della questione meridionale. Edizioni di Comunità, Ivrea 1975.
- Suez e San Gottardo. Cisalpino, Mailand 1985, ISBN 88-205-0524-X.
- Grandi e piccoli itinerari postali prima della rivoluzione. Salvioni, Bellinzona 1986.
- Dalla posta dei re alla posta di tutti: territorio e comunicazioni in Italia dal XVI secolo all’Unità. Franco Angeli, Milano 1993.
- Carlo G. Lacaita (Hrsg.), Meridionalismo critico. Scritti sulla questione meridionale, 1945–1973. Piero Lacaita Editore, Manduria 1998, ISBN 88-87280-08-8.